# Johann Christoph Rothe
Johann Christoph Rothe (* ca. 1653 in Roßwein; † vermutlich Juni 1700) war ein deutscher Komponist, Violinist und Sänger.

## Biographie
Über Rothes Leben ist sehr wenig überliefert. Lediglich der in Sondershausen tätige Hoforganist Ernst Ludwig Gerber schreibt in einem Artikel des Tonkünstlerlexikons (1792) Rothe habe sich unter der Anleitung seines Vaters, welcher Kantor zu Roßwein war, so weit zum Sänger und Violinisten gebildet und sei alsbald zu Coburg als Falsettist und Violinist Dienste in der dasigen Herzogl. Hofkapelle tätig gewesen.
Es ist überliefert, dass er viele Passionen und Osterkompositionen komponiert hat, aber sein einziges erhaltenes Werk ist eine Matthäuspassion (1697), die das früheste erhaltene Beispiel einer Oratorienpassion aus Mitteldeutschland ist. Es ist unklar, ob Rothe die Vorgängerwerke von Johann Sebastiani (Königsberg 1672) und Johann Theile (Lübeck 1673) kannte. Das Libretto ist der nicht mehr erhaltenen Passion des Halberstädter Komponisten Christian Clajus von 1693 entnommen. Rothes Söhne und Enkel waren weiterhin als Musiker am Sondershäuser Hof tätig.

## Werke
Das bislang einzige bekannte Werk Rothes ist eine Matthäus-Passion aus Sondershausen, die Passio Domini Jesu Christi Secundum Matthäum des Jahres 1697.

## CD-Einspielungen
- Johann Christoph Rothe: Matthäus-Passion (1697), Cantus Thuringia und Capella Thuringia, Leitung: Bernhard Klapprott, Label: cpo, Audio CD 2010